# Àcid icosanoic
L'àcid icosanoic (també conegut pel nom no sistemàtic àcid araquídic) és un àcid carboxílic amb una cadena lineal de vint àtoms de carboni, la qual fórmula molecular és {\displaystyle {\ce {C20H40O2}}}. En bioquímica se'l considera un àcid gras i se'l simbolitza per C20:0.

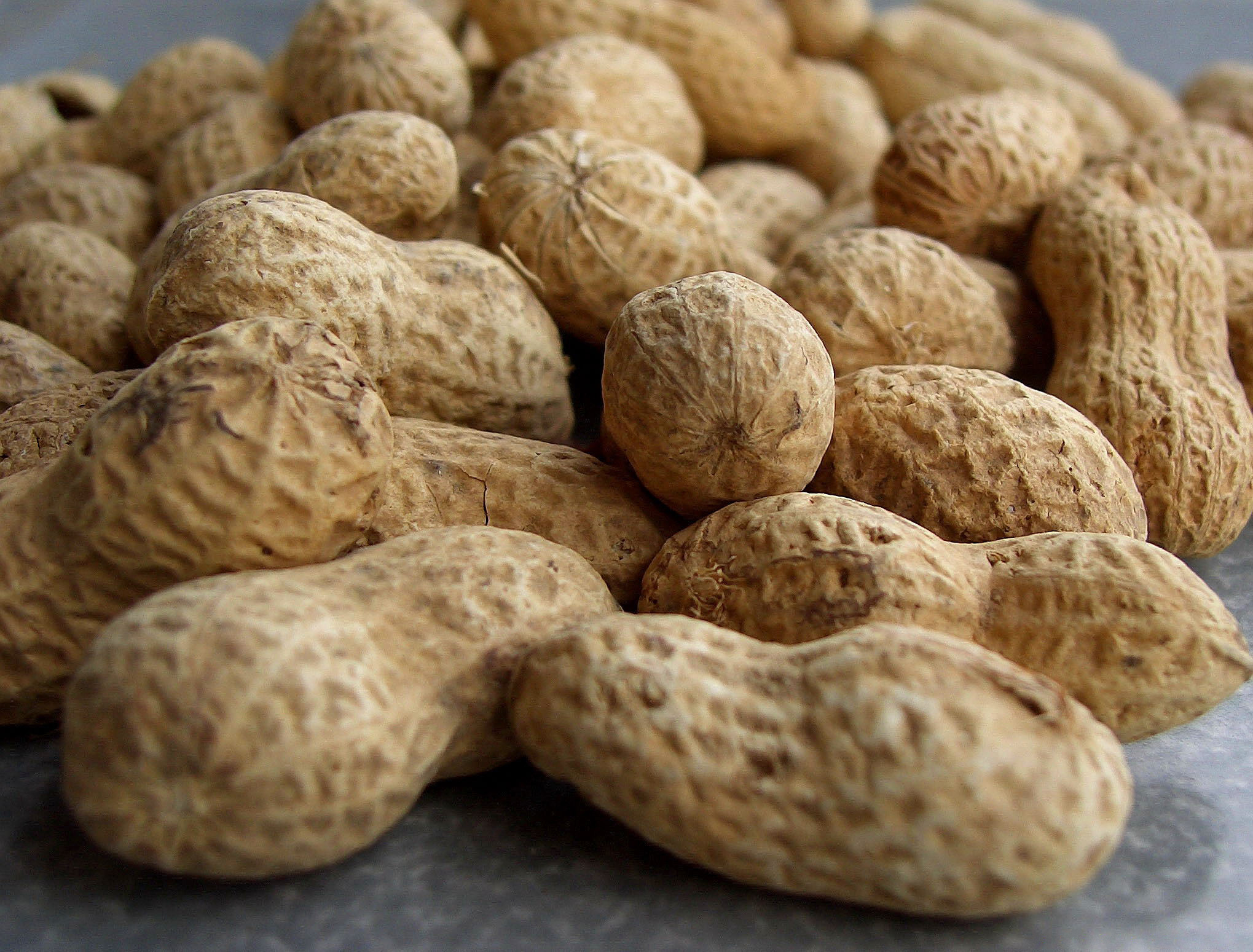
Cacauets

L'àcid icosanoic a temperatura ambient és un sòlid blanc que fon a 76,5–77,0 °C. A pressió de només 1 mm de Hg bull a 204 °C. La seva densitat entre 4 °C i 100 °C és de 0,8240 g/cm³, i el seu índex de refracció val 1,4250 a 100 °C. És pràcticament insoluble en aigua, poc soluble en aigua freda; totalment soluble en alcohol absolut calent, benzè, cloroform, dietilèter i èter de petroli. És un constituent menor de l'oli de cacauet (1,1%–1,7%). Del nom científic del cacauet (Arachis hypogaea) prové el nom d'àcid araquídic. També n'hi ha en petites quantitats a l'oli de moresc (3%) i a l'oli d'oliva. Es pot formar per hidrogenació de l'àcid araquidònic.